# Franz Mazura

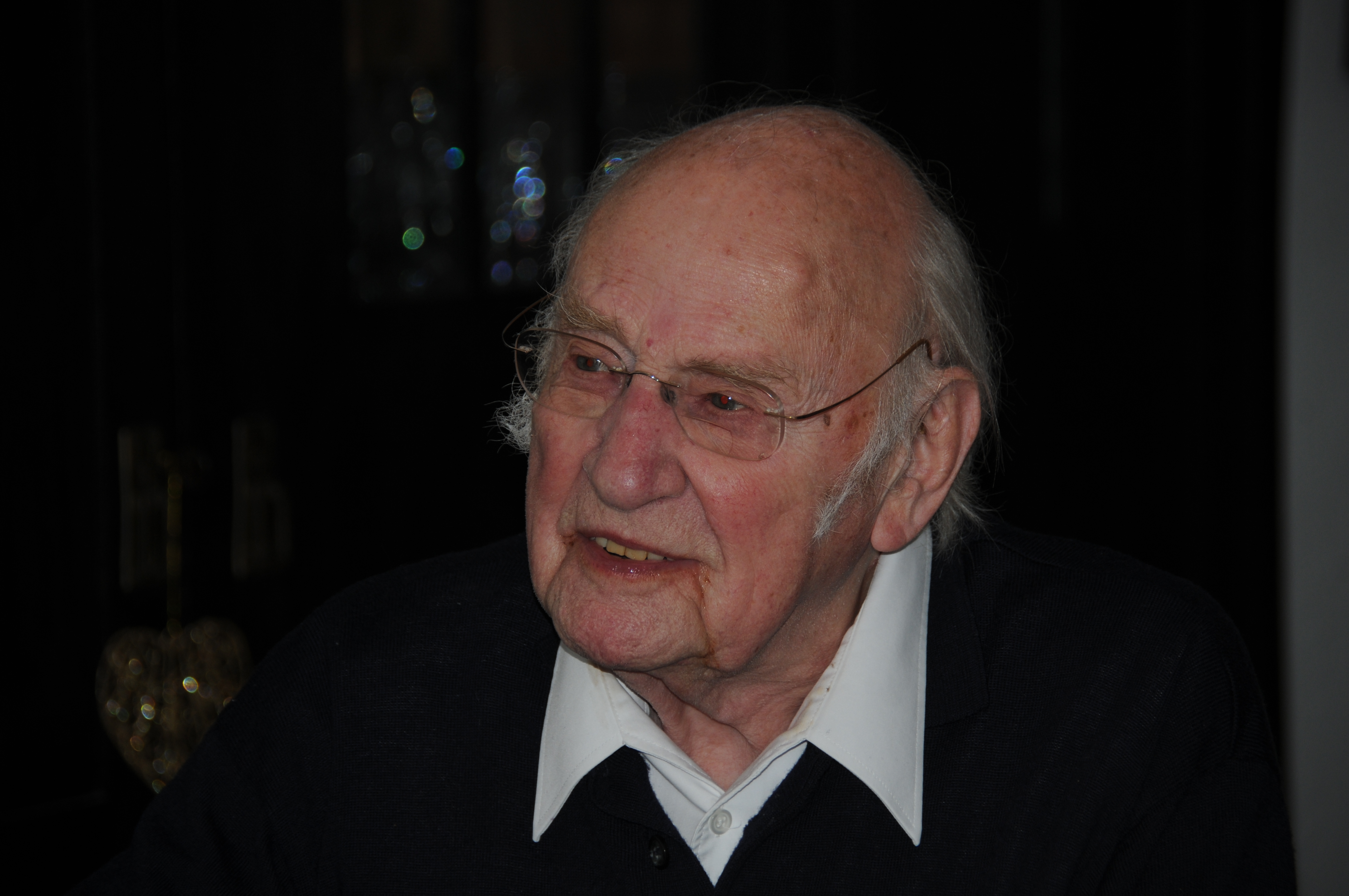
Franz Mazura (2015)

Franz Mazura (* 22. April 1924 in Salzburg; † 23. Januar 2020 in Mannheim) war ein deutscher Opern- und Konzertsänger (Bassbariton).

## Ausbildung
Franz Mazura studierte bei Frederick Husler an der Musikhochschule Detmold und arbeitete bereits während seines Studiums als Schauspieler am Landestheater Detmold.
Er galt aufgrund der dunklen Färbung seiner Stimme und seiner schneidenden Diktion als hervorragender Interpret klassischer Bösewichter der früh- bis spätromantischen Oper (Don Pizarro aus Fidelio, Alberich aus Der Ring des Nibelungen, Klingsor aus Parsifal, Scarpia aus Tosca), hatte sich aber einen noch größeren Namen im modernen Repertoire gemacht: als Moses in Moses und Aron, als Lautsprecher in Der Kaiser von Atlantis und als Wozzeck. 1979 sang er in der Pariser Uraufführung der von Friedrich Cerha fertig orchestrierten, dreiaktigen Version von Alban Bergs Lulu unter Pierre Boulez und Patrice Chéreau die Rolle des Dr. Schön.

## Engagements
Franz Mazura debütierte 1949 in Kassel, sang dann in Mainz, Braunschweig und am Nationaltheater Mannheim. 1960 debütierte er bei den Salzburger Festspielen, 1961 an der Deutschen Oper Berlin, 1971 bei den Bayreuther Festspielen, 1973 an der Hamburgischen Staatsoper. Er sang auch an der Bayerischen Staatsoper, der Metropolitan Opera, der Wiener Staatsoper, am Teatro Colón in Buenos Aires sowie an der Pariser Oper – dort u. a. 1976 in Wagners Das Rheingold unter Georg Solti und Peter Stein.
Neben Christian Gerhaher als Jean-Charles und Camilla Nylund als La Mort hatte er die erzählerische Rolle des Charon in dem Oratorium Das Floß der Medusa, das zum 80sten Geburtstag des Komponisten Hans Werner Henze in der Berliner Philharmonie wiederaufgeführt wurde. Franz Mazura war bis 2019 auf der Bühne tätig:
- 2009 in Lyon und 2010 an der Mailänder Scala und bei den Wiener Festwochen als Schigolch in Lulu (Regie: Peter Stein)
- 2013 in Aix en Provence, 2014 an der Mailänder Scala und 2016 an der Staatsoper Berlin als Pfleger des Orest in Elektra (Regie: Patrice Chéreau)
- 2015 Sprecher in den Gurre-Liedern in Stockholm (Baltic Sea Festival),
- 2017 an der Staatsoper Hannover als Abraham in Lot von Giorgio Battistelli – Uraufführung – (Musikalische Leitung: Mark Rohde, Regie: Frank Hilbrich)[3]
- 2019 an der Berliner Staatsoper als Hans Schwarz in Die Meistersinger von Nürnberg

## Aufnahmen (Auswahl)
- Alban Berg, Lulu, Orchestre de L'Opera de Paris, Dirigent: Pierre Boulez, 1979
- Arnold Schönberg, Moses und Aron, Chicago Symphony Orchestra, Dirigent: Georg Solti, 1984
- Igor Strawinsky, Ödipus Rex, Orchester der Metropolitan Opera, Dirigent: James Levine, 1984
- Richard Wagner, Parsifal, Orchester der Bayreuther Festspiele, Dirigent: James Levine, 1985
- Richard Wagner, Parsifal, Orchester der Metropolitan Opera, Dirigent: James Levine, 1993 (DVD)
- Richard Wagner, Götterdämmerung, Orchester der Bayreuther Festspiele, Dirigent: Pierre Boulez, 1980

## Ehrungen und Auszeichnungen
- 1980 Ernennung zum Kammersänger
- 1980 Grammy Awards 1981 in den Kategorien „Best Opera Recording“ und „Best Classical Album“ (Berg: Lulu)
- 1985 Grammy Award 1986 in der Kategorie „Best Opera Recording“ (Schönberg: Moses und Aron)
- 1990 Ehrenmitglied des Nationaltheaters Mannheim
- 2010 Bundesverdienstkreuz 1. Klasse des Verdienstordens der Bundesrepublik Deutschland
- 2014 Ehrennadel seiner Wahlheimatgemeinde Edingen-Neckarhausen, in der er seit 1964 lebte.[4]
- 2015 Deutschen Theaterpreis Der Faust für sein Lebenswerk[5]

## Veröffentlichungen
- mit Erich Valentin und Kurt Gloszat: Handbuch der Musikinstrumentenkunde. Mit Einbandzeichnung von Kurt Gloszat und Textzeichnungen von Franz Mazura. Gustav Bosse Verlag, Regensburg 1954.
- Mit Tusche und Notenband. Verlag Waldkirch, 2006, ISBN 978-3-927455-21-4.[6]